# Mediorhynchus conirostris
Mediorhynchus conirostris är en hakmaskart som beskrevs av Ward 1966. Mediorhynchus conirostris ingår i släktet Mediorhynchus och familjen Giganthorhynchidae. Inga underarter finns listade i Catalogue of Life.